# Мичуринский район
Мичу́ринский райо́н — административно-территориальная единица (район) и муниципальное образование (муниципальный район) на северо-западе Тамбовской области России.
Административный центр — город Мичуринск (в состав района не входит).

## География

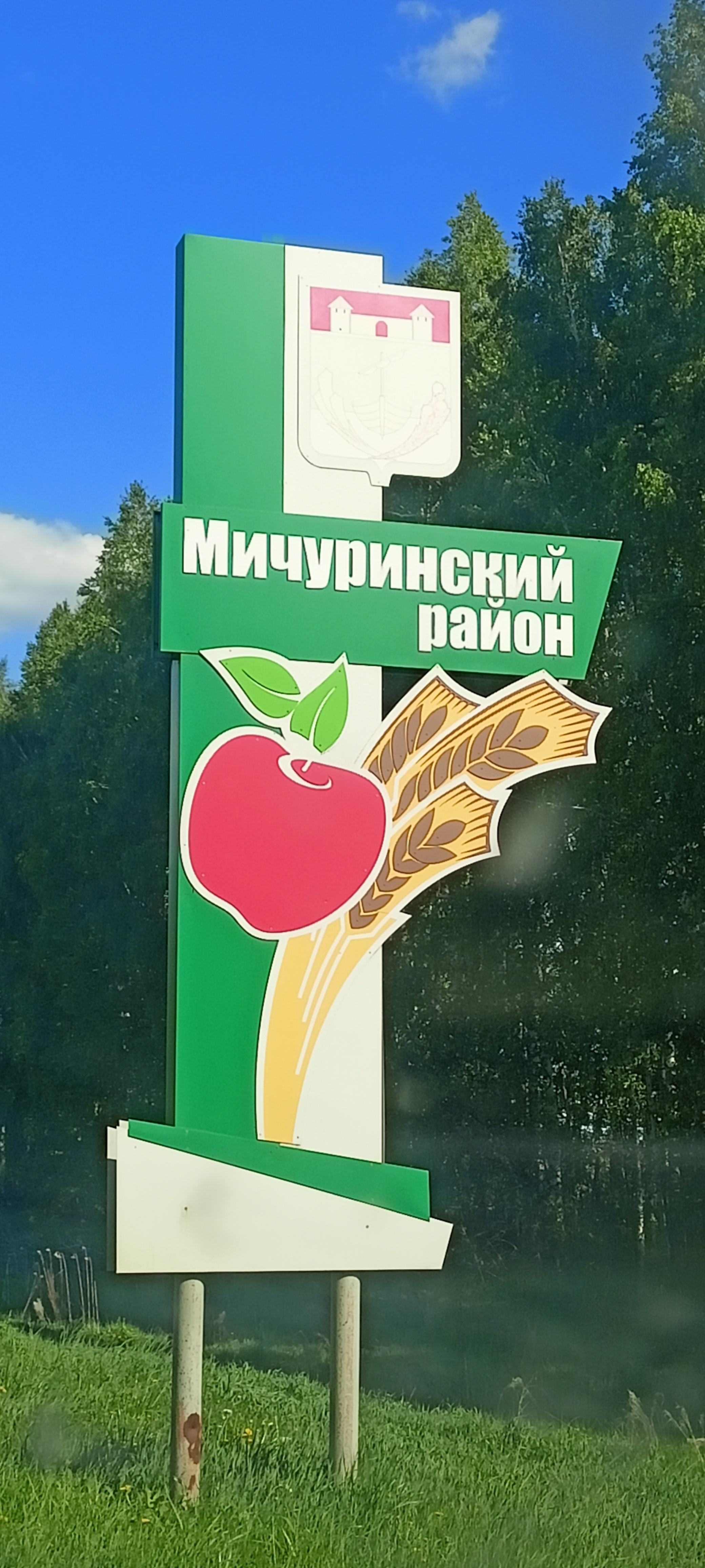

Площадь 1655,21 км². Граничит: с Первомайским, Староюрьевским, Никифоровским и Петровским районами области, а также с Липецкой областью.
Природа
Климат района умеренно континентальный, его территория района представляет собой равнину, слабо пересеченную долинами рек и балок. Реки района: Воронеж, Лесной Воронеж и Польной Воронеж, Алешня, Иловай, Вишнёвка и другие.
Лесные массивы расположены в основном по правому и левому берегам рек Воронеж и Иловай. Лес смешанный, состоящий из широколиственных и хвойных пород. Почвенный покров района представлен в основном чернозёмами, серыми лесными почвами.

## История
В 1928 году был образован Козловский район Козловского округа Центрально-Чернозёмной области.
В 1934 году район был отнесён к Воронежской области. В 1935 году Козловский район был переименован в Мичуринский район. Одновременно из его состава был выделен Хоботовский район (присоединён обратно в 1956 году). В 1937 году Мичуринский район был передан в Тамбовскую область. 30 октября 1959 года к Мичуринскому району были присоединены части территорий упразднённых Глазковского и Юрловского районов.
В 1963—1966 годах в его состав входил Первомайский район.

## Население
| 1939    | 1959    | 1970    | 1979    | 1989    | 2002    | 2009    | 2010    | 2012    |
| ------- | ------- | ------- | ------- | ------- | ------- | ------- | ------- | ------- |
| 53 675  | ↗81 827 | ↘60 521 | ↘49 878 | ↘39 224 | ↘35 196 | ↘34 034 | ↗34 245 | ↗34 749 |
| 2013    | 2014    | 2015    | 2016    | 2017    | 2018    | 2019    | 2020    | 2021    |
| ↘34 546 | ↘34 334 | ↘33 841 | ↘33 462 | ↘32 994 | ↘32 512 | ↘31 815 | ↘31 308 | ↗32 376 |

### Национальный состав
По итогам переписи населения 2020 года проживали следующие национальности (национальности менее 0,1 % и другое, см. в сноске к строке «Другие»):
| Национальность | Численность, чел. | Доля     |
| -------------- | ----------------- | -------- |
| Русские        | 29 324            | 90,57 %  |
| Цыгане         | 948               | 2,93 %   |
| Армяне         | 190               | 0,59 %   |
| Курды          | 145               | 0,45 %   |
| Украинцы       | 77                | 0,24 %   |
| Езиды          | 74                | 0,23 %   |
| Азербайджанцы  | 73                | 0,23 %   |
| Таджики        | 70                | 0,22 %   |
| Узбеки         | 39                | 0,12 %   |
| Другие         | 1436              | 4,42 %   |
| Итого          | 32 376            | 100,00 % |

## Административное деление
Мичуринский район как административно-территориальное образование включает 14 сельсоветов.
В Мичуринский район как муниципальное образование со статусом муниципального района входят 14 муниципальных образований со статусом сельских поселений:
| №  | Муниципальное образование  | Административный центр | Количество населённых пунктов | Население (чел.) | Площадь (км²) |
| -- | -------------------------- | ---------------------- | ----------------------------- | ---------------- | ------------- |
| 1  | Глазковский сельсовет      | село Глазок            | 10                            | ↘2121            | 232,61        |
| 2  | Жидиловский сельсовет      | село Жидиловка         | 7                             | ↘2211            | 208,70        |
| 3  | Заворонежский сельсовет    | село Заворонежское     | 8                             | ↗9080            | 228,90        |
| 4  | Изосимовский сельсовет     | село Изосимово         | 10                            | ↗4853            | 147,20        |
| 5  | Кочетовский сельсовет      | село Кочетовка         | 5                             | ↗1202            | 78,61         |
| 6  | Красивский сельсовет       | село Красивое          | 2                             | ↗684             | 66,25         |
| 7  | Новоникольский сельсовет   | село Новоникольское    | 4                             | ↘3159            | 129,37        |
| 8  | Остролучинский сельсовет   | село Остролучье        | 9                             | ↘1323            | 81,61         |
| 9  | Стаевский сельсовет        | село Стаево            | 3                             | ↗1914            | 52,90         |
| 10 | Староказинский сельсовет   | село Старая Казинка    | 11                            | ↗1404            | 106,95        |
| 11 | Старотарбеевский сельсовет | село Старое Тарбеево   | 4                             | ↗727             | 53,40         |
| 12 | Терский сельсовет          | село Терское           | 5                             | ↘1145            | 92,00         |
| 13 | Устьинский сельсовет       | село Устье             | 2                             | ↗1421            | 63,41         |
| 14 | Хмелевский сельсовет       | село Новое Хмелевое    | 2                             | ↘1132            | 113,30        |

## Населённые пункты
В Мичуринском районе 82 населённых пункта (все — сельские).
| №  | Населённый пункт        | Тип     | Население | Муниципальное образование  |
| -- | ----------------------- | ------- | --------- | -------------------------- |
| 1  | 2-я Пятилетка           | посёлок | ↘172      | Остролучинский сельсовет   |
| 2  | Александровка           | деревня | ↘150      | Кочетовский сельсовет      |
| 3  | Андреевка               | деревня | ↗71       | Заворонежский сельсовет    |
| 4  | Большая Сосновка        | село    | ↘233      | Новоникольский сельсовет   |
| 5  | Большое Лаврово         | село    | ↗88       | Старотарбеевский сельсовет |
| 6  | Борщевое                | село    | ↘761      | Устьинский сельсовет       |
| 7  | Гавриловка              | село    | ↘55       | Жидиловский сельсовет      |
| 8  | Гагаринские Дворики     | деревня | ↘27       | Остролучинский сельсовет   |
| 9  | Гаритово                | село    | ↘319      | Староказинский сельсовет   |
| 10 | Глазок                  | село    | ↘1341     | Глазковский сельсовет      |
| 11 | Гололобовка             | село    | ↘551      | Глазковский сельсовет      |
| 12 | Гостеевка               | деревня | ↗208      | Кочетовский сельсовет      |
| 13 | Длинный Бузулук         | деревня | 45        | Староказинский сельсовет   |
| 14 | Дубки                   | посёлок | ↘1        | Заворонежский сельсовет    |
| 15 | Епанчино                | село    | ↘128      | Изосимовский сельсовет     |
| 16 | Еремеево                | село    | ↘160      | Глазковский сельсовет      |
| 17 | Желановка               | деревня | ↘86       | Глазковский сельсовет      |
| 18 | Жидиловка               | село    | ↗493      | Жидиловский сельсовет      |
| 19 | Заворонежское           | село    | ↗6235     | Заворонежский сельсовет    |
| 20 | Замостье                | посёлок | ↘90       | Изосимовский сельсовет     |
| 21 | Зелёный Гай             | посёлок | ↗1084     | Жидиловский сельсовет      |
| 22 | Измайловка              | деревня | ↘5        | Кочетовский сельсовет      |
| 23 | Изосимово               | село    | ↘947      | Изосимовский сельсовет     |
| 24 | имени Калинина          | посёлок | ↘917      | Заворонежский сельсовет    |
| 25 | Иловайское лесничество  | посёлок | ↘66       | Жидиловский сельсовет      |
| 26 | Казинские Выселки       | деревня | ↘35       | Староказинский сельсовет   |
| 27 | Казинский лесозавод     | посёлок | ↘11       | Староказинский сельсовет   |
| 28 | Коминтерн               | посёлок | ↗494      | Заворонежский сельсовет    |
| 29 | Кочетовка               | село    | ↘1137     | Кочетовский сельсовет      |
| 30 | Красивое                | село    | ↘611      | Красивский сельсовет       |
| 31 | Красная Слобода         | деревня | ↘0        | Терский сельсовет          |
| 32 | Красниково              | деревня | ↗324      | Стаевский сельсовет        |
| 33 | Красный Октябрь         | посёлок | ↘109      | Остролучинский сельсовет   |
| 34 | Круглое                 | село    | ↗882      | Изосимовский сельсовет     |
| 35 | Крюковка                | село    | ↗520      | Терский сельсовет          |
| 36 | Лавровские Подворки     | деревня | ↘7        | Новоникольский сельсовет   |
| 37 | Лежайка                 | село    | ↘116      | Красивский сельсовет       |
| 38 | Лесной Воронеж          | посёлок | ↗257      | Изосимовский сельсовет     |
| 39 | Лесохимучасток          | посёлок | ↘180      | Староказинский сельсовет   |
| 40 | Липовка                 | село    | ↗187      | Старотарбеевский сельсовет |
| 41 | Малое Лаврово           | село    | ↗190      | Старотарбеевский сельсовет |
| 42 | Мановицы                | село    | ↘215      | Заворонежский сельсовет    |
| 43 | Марьино                 | деревня | ↘27       | Терский сельсовет          |
| 44 | Мичурина                | посёлок | ↘565      | Изосимовский сельсовет     |
| 45 | Мичуринский лесоучасток | посёлок | ↘156      | Жидиловский сельсовет      |
| 46 | Мосоловка               | деревня | ↘2        | Кочетовский сельсовет      |
| 47 | Никольское              | село    | ↘126      | Глазковский сельсовет      |
| 48 | Новая Андреевка         | деревня | ↘4        | Глазковский сельсовет      |
| 49 | Новое Тарбеево          | село    | ↘385      | Староказинский сельсовет   |
| 50 | Новое Хмелевое          | село    | ↗348      | Хмелевский сельсовет       |
| 51 | Новоникольское          | село    | ↗3163     | Новоникольский сельсовет   |
| 52 | Новосёлки               | деревня | ↘12       | Староказинский сельсовет   |
| 53 | Озёрки                  | деревня | ↘17       | Староказинский сельсовет   |
| 54 | Остролучье              | село    | ↘130      | Остролучинский сельсовет   |
| 55 | Отделение Коммунар      | посёлок | ↗187      | Изосимовский сельсовет     |
| 56 | Отделение Садострой     | посёлок | ↗520      | Изосимовский сельсовет     |
| 57 | Панское                 | село    | ↘1027     | Заворонежский сельсовет    |
| 58 | Польное Лапино          | село    | ↘51       | Терский сельсовет          |
| 59 | Радостная               | деревня | ↘143      | Остролучинский сельсовет   |
| 60 | Райцентр                | посёлок | ↘137      | Остролучинский сельсовет   |
| 61 | Ранино                  | село    | ↘600      | Жидиловский сельсовет      |
| 62 | Ранинское лесничество   | посёлок | 32        | Жидиловский сельсовет      |
| 63 | Ржевка                  | деревня | ↘0        | Глазковский сельсовет      |
| 64 | Савинка                 | деревня | ↘42       | Заворонежский сельсовет    |
| 65 | Сельхозтехника          | посёлок | ↗165      | Стаевский сельсовет        |
| 66 | Сестрёнка               | село    | ↘112      | Новоникольский сельсовет   |
| 67 | совхоза «Глазковский»   | посёлок | ↗355      | Глазковский сельсовет      |
| 68 | Стаево                  | село    | ↘1205     | Стаевский сельсовет        |
| 69 | Старая Андреевка        | деревня | ↘3        | Глазковский сельсовет      |
| 70 | Старая Казинка          | село    | ↘362      | Староказинский сельсовет   |
| 71 | Старое Тарбеево         | село    | ↗571      | Старотарбеевский сельсовет |
| 72 | Старое Хмелевое         | село    | ↗914      | Хмелевский сельсовет       |
| 73 | Терновое                | село    | ↗450      | Остролучинский сельсовет   |
| 74 | Терновские Дворики      | посёлок | ↘54       | Остролучинский сельсовет   |
| 75 | Терское                 | село    | ↗709      | Терский сельсовет          |
| 76 | Турмасово               | село    | ↗867      | Изосимовский сельсовет     |
| 77 | Тяпкино                 | деревня | ↘14       | Изосимовский сельсовет     |
| 78 | Устье                   | село    | ↘647      | Устьинский сельсовет       |
| 79 | Филатово                | деревня | ↘7        | Староказинский сельсовет   |
| 80 | Фроловка                | деревня | ↘74       | Глазковский сельсовет      |
| 81 | Хоботово                | деревня | ↘315      | Остролучинский сельсовет   |
| 82 | Ярок                    | село    | ↘435      | Староказинский сельсовет   |

### Упразднённые населенные пункты
- 2001 год — Сурчино, Ясная Поляна, Любимовка[27]
- 2008 год — Углянка, Кордон Больше Лавровский, Пионерский Лагерь (Жидиловский сельсовет), Нижняя Мельница, Кордон Ранинский, 418 км, Заречье, Варваринский, Бензоперекачивающая Станция, Подсобное хозяйство санатория им. Калинина, Санаторий им. Калинина, Сестрёнка-Колунчаковка, Сестрёнка-Кугушево, Сосновка-Кугушево, Центральная усадьба колхоза Путь Ленина, Хоботовский Пионерлагерь, Кордон Радостный, 394 км, Ярковское Лесничество, Седьмой Съезд, Цех №2, Пионерский Лагерь (Терский сельсовет), Лебедь, Лозовка, Шориково.
- 2009 год — посёлок отделения совхоза «Зелёный Гай» (он же Второе Отделение совхоза им. Будаговского)

## Экономика
Агропромышленный комплекс района представлен следующим образом:
- 26 сельскохозяйственных формирований,
- 99 крестьянско-фермерских хозяйств.

Площадь сельскохозяйственных угодий составляет 119,4 тыс. га, в том числе 83,6 тыс. га пашни. В хозяйствах района производится зерно, подсолнечник, сахарная свекла, плоды и ягоды, мясо, молоко. Картофель и овощи производятся в основном только в частном секторе. Ряд хозяйств специализируются на производстве плодов. Площадь садов — 2,2 тыс. га.
По территории района проходит нефтепровод «Дружба», а в с. Новоникольское расположена насосная станция этого нефтепровода и крупный пункт реализации нефтепродуктов. Также в районе располагается учебный аэродром Балашовского лётного военного училища.

## Транспорт
Автобусное сообщение между райцентром и сёлами выполняет как «Автоколонна 1556», так и частные перевозчики. Количество рейсов достаточное.

## Культура
В с. Старая Казинка родился известный русский просветитель, книгоиздатель, переводчик Рахманинов, Иван Герасимович, который издавал в Санкт-Петербурге журнал «Утренние часы» и был большим поклонником Вольтера. В этом селе в конце XVIII века обосновал первую провинциальную типографию.
В деревне Кугушево родилось несколько известных литераторов из рода князей Кугушевых.
Мичуринский район — родина доктора медицинских наук Алексея Крадинова, художника Валерия Хабарова. Нашими земляками являются липецкий поэт Владислав Зорин, белгородский прозаик Александр Васильев, московский драматург Иван Гладких.
15 лет возглавлял редакцию районной газеты «Знамя Октября» (ныне «Наше слово») член Союза писателей, заслуженный работник культуры РФ Борис Константинович Панов.
В селе Крюковка родился и проживает член Союза писателей, заслуженный работник культуры РФ Пётр Сергеевич Герасимов.
В селе Старая Казинка ежегодно проводятся районные рахманиновские литературно-музыкальные праздники, силами учителей и учащихся Староказинской школы создан этнографический музей «Русская изба».
В селе Хмелевое во время Великой Отечественной войны жил известный польский писатель Эдвард Куровский.
В селе Старое Хмелевое родилась известная детская писательница Мария Белахова.
В селе Ярок у известного драматурга Ивана Гладких с 1980-х годов по 2008 г. была дача.
В Заворонежской больнице в 1990-е годы врачом-гинекологом работал писатель и переводчик с польского Алексей Петров.

## Достопримечательности
В селе Старое Тарбеево в 1996 году установлен памятный знак в честь 300-летия Российского Флота. Именно в этих местах в 1696 году Петром I была предпринята первая попытка создания русского флота.
На Староказинской средней школе установлена мемориальная доска в честь издателя и переводчика Ивана Герасимовича Рахманинова.

## Знаменитые уроженцы
- Максимов, Юрий Павлович — Герой Советского Союза, генерал-полковник (1979), командующий войсками ВО (1979), в 1985—1991 главнокомандующий Ракетными войсками стратегического назначения — заместитель министра обороны СССР, автор мемуаров «Записки бывшего главкома стратегических», родился в с. Крюковка.
- Огнев, Фёдор Владимирович — член II Государственной Думы от Тамбовской губернии, родился в селе Ново-Гаритово.
- Рахманинов, Иван Герасимович — русский издатель, переводчик, журналист родился с. Старая Казинка.
- Сухарев Николай Иванович (1923—1945) — полный кавалер Ордена Славы. Родился в селе Рождественское.
- Фирсов, Иван Иванович (1916—1985) — Герой Советского Союза, родился с. Новоникольское.
- Шерстов, Николай Николаевич — Герой Советского Союза, родился в селе Глазок.
- Брянских, Пётр Алексеевич - советский военачальник, командующий войсками Приволжского военного округа, комкор, родился в с. Борщевое.